# Když jsem naposledy viděl Paříž
Když jsem naposledy viděl Paříž (v anglickém originále The Last Time I Saw Paris) je americký romantický film z roku 1954, který režíroval Richard Brooks podle povídky Babylon Revisited Francise Scotta Fitzgeralda. Snímek měl světovou premiéru 18. listopadu 1954.

## Děj
Americký novinář Charles Wills se během oslav konce druhé světové války v Paříži setkává s mladou Marion a je pozván na soukromý večírek. Tam se seznámí s její sestrou Helen a ukáže se, že ti dva se už potkali ve městě, kde se v euforii políbili. Marion, kterou Charles viditelně přitahuje, na svou sestru žárlí, zvlášť když si Charlese okamžitě omotá kolem prstu.
Charles a Helen se krátce poté vezmou a žijí v domě Helenina otce. Marion se naopak po své svatbě nastěhuje k manželovi. Rodina trpí neustále nedostatkem financí, otec nemá pravidelný příjem a místo toho hraje různé hazardní hry. Charles musí živit rodinu jako reportér novin Stars and Stripes. Helen si užívá života, chodí na večírky a svou přitažlivostí okouzluje nejednoho muže. Díky tomu dostává stále různé dárky v podobě jídla, kterého je v poválečné době stále nedostatek.
Náhlý zisk z texaských ropných polí koupených před lety zažene všechny finanční starosti rodiny. I po narození dcery Vicky pokračuje Helen ve svém osobitém společenském životě, zatímco Charles se snaží dělat kariéru jako reportér a spisovatel. Ale při povýšení byl přeskočen a také jeho rukopis byl odmítnut vydavateli. To doléhá na jejich soužití, stejně jako Charlesova touha přestěhovat se do Spojených států a vést usedlý život se neslučuje s životním stylem jeho ženy.
Charles stále více propadá alkoholu. Jednoho večera, když jeho žena stojí přede dveřmi v prudkém dešti, leží opilý v obývacím pokoji a neslyší její klepání. Následkem toho Helen vážně onemocní. Oba manželé se smíří a oba si uvědomí, že jejich životy nejsou tak bezstarostné jako krátce po válce. Nakonec Helen umírá a Charles provinile opustí město, zatímco jejich dceru vychovává Marion.
Po letech se vrací a vzpomíná na dobu v Paříži. Uvědomí si, že odloučením od dcery je ještě osamělejší a chce ji vzít do s sebou Ameriky. Marion to zpočátku odmítá, i po všech těch letech, kdy si Charles vybral Helen, je stále zraněná. Nakonec ale nechá dívku jít s ním.

## Obsazení
| Elizabeth Taylorová | Helen Ellswirth/Wills   |
| Van Johnson         | Charles Wills           |
| Walter Pidgeon      | James Ellswirth         |
| Donna Reedová       | Marion Ellswirth/Matine |
| Roger Moore         | Paul Lane               |
| Kurt Kasznar        | Maurice                 |
| Eva Gabor           | Lorraine Quarl          |
| George Dolenz       | Claude Matine           |
| Sandy Descher       | Vicky Wills             |
| Celia Lovsky        | Mama Janette            |
| Peter Leeds         | Barney                  |
| John Doucette       | Campbell                |
| Odette Myrtil       | zpěvačka                |